# Демель, Вальтер
Вальтер Демель (нем. Walter Demel; 1 декабря 1935, Байройт — 19 апреля 2023) — немецкий лыжник, призёр чемпионата мира, участник четырёх Олимпийских игр.

## Карьера
На Олимпийских играх 1964 года в Иннсбруке занял 22-е место в гонке на 15 км, 10-е место в гонке на 30 км и 7-е место в эстафете.
На Олимпийских играх 1968 года в Гренобле стал 12-м в гонке на 15 км, 9-м в гонке на 30 км, 9-м в гонке на 50 км и 8-м в эстафете.
На Олимпийских играх 1972 года в Саппоро был знаменосцем сборной ФРГ и показал следующие результаты: гонка на 15 км - 7-е место, гонка на 30 км - 5-е место, гонка на 50 км - 5-е место и эстафета - 7-е место.
На Олимпийских играх 1976 года в Иннсбруке вновь был знаменосцем сборной ФРГ, кроме того был самым возрастным лыжником Олимпиады и занял 40-е место в гонке на 30 км, 29-е место в гонке на 50 км и 9-е место в эстафете.
За свою карьеру принимал участие в пяти чемпионатах мира, на чемпионате мира 1966 года в Высоких Татрах завоевал бронзовую медаль в гонке на 30 км.
Вальтер Демель скончался 19 апреля 2023 года.